# Frederick S. Armitage
Frederick S. Armitage (* 29. Juni 1874 in New York City; † 3. Januar 1933 in Ecorse, Wayne County, Michigan) war ein US-amerikanischer Kameramann, Regisseur und Filmproduzent, der in über 400 Produktionen der Filmfirma American Mutoscope and Biograph Company mitwirkte.

## Leben
Über sein persönliches Leben ist sehr wenig bekannt. Er wurde am 29. Juni 1874 in New York City geboren. Seine Karriere als Kameramann begann im Jahr 1897 mit dem Film Trout Poachers der von der American Mutoscope and Biograph Company produziert wurde. 
Er dokumentierte auch einige historische Ereignisse wie die Peace Jubilee Naval Parade in New York City zu Ehren der Heimkehr des siegreichen Admirals George Dewey zusammen mit seinen Soldaten aus den Spanisch-Amerikanischen Krieg. Ferner dokumentierte er ebenfalls am 9. Juni 1899 den Schwergewichtskampf zwischen Jim Jeffries und Tom Sharkey. Aus einer reinen Spielzeit von 135 Minuten entstanden schließlich 8 Filme, die durch die American Mutoscope and Biograph Company vermarktet wurden.
Neben Dokumentationen drehte er auch zahlreiche Komödien und Slapstick-Filme wie The Burglar and the Bundle, The Demon Barber und Her First Cigarette aus dem Jahr 1899.
Ab 1900 begann er auch mit Spezialeffekten zu arbeiten, es entstanden Filme wie The Prince of Darkness und A Terrible Night. In drei Filmen wurde er 1900 auch als Produzent tätig: A Nymph of the Waves, Davey Jones' Locker und Neptune's Daughters.
1901 arbeitete er in dem Dokumentarfilm Demolishing and Building Up the Star Theatre erstmals als Regisseur.
Bis 1905 arbeitete er als Kameramann bei über 400 Produktionen mit. Danach verließ er sein Stammstudio und arbeitete für die Edison Manufacturing Company zusammen mit Edwin S. Porter und J. Searle Dawley. An wie vielen Filmen er hierbei mitwirkte, ist unbekannt. Allerdings ist es sicher, dass er an The Boston Tea Party von 1908 und Trooper 44 aus dem Jahr 1917 mitarbeitete.
Über sein weiteres Leben ist nichts bekannt.

## Filmografie (Auswahl)
- 1897: Trout Poachers
- 1898: Peace Jubilee Naval Parade, New York City
- 1899: The Burglar and the Bundle
- 1899: Spirits in the Kitchen
- 1899: Little Willie and the Burglar
- 1899: How Little Willie Put a Head on His Pa
- 1899: Charlie Wanted the Earth
- 1899: The Demon Barber
- 1899: Sunday School Parade
- 1899: Scrubbem's Washing Machine
- 1899: Her First Cigarette
- 1899: Two Girls in a Hammock
- 1899: Chorus Girls and the Devil
- 1899: Soldiers of the Future
- 1900: A Nymph of the Waves (Produzent)
- 1900: Buffalo Bill's Wild West Show
- 1900: Above the Limit
- 1900: Davey Jones' Locker
- 1901: The Ghost Train
- 1901: Demolishing and Building Up the Star Theatre
- 1903: The Birth of a Pearl
- 1903: Ameta
- 1903: As in a Looking Glass
- 1905: Bargain Day, 14th Street, New York
- 1905: The Nihilists
- 1905: Wanted: A Dog
- 1908: The Boston Tea Party
- 1910: The Heart of a Rose
- 1917: Trooper 44